# Helicia moluccana
Helicia moluccana là một loài thực vật có hoa trong họ Quắn hoa. Loài này được (R. Br.) Blume miêu tả khoa học đầu tiên năm 1834.